# Costularia leucocarpa
Costularia leucocarpa là một loài thực vật có hoa trong họ Cói. Loài này được (Ridl.) H.Pfeiff. mô tả khoa học đầu tiên năm 1927.